# 河合こころ
河合 こころ（かわい こころ、1992年12月20日 - ）は、日本のAV女優。
マークスジャパン所属。

## 略歴
長崎県出身。初体験は、中学校2年生で相手は同級生。
2011年8月11日、REbecca（レベッカ）より『初裸 virgin nude/河合こころ』でイメージビデオデビューした。

## 出演作品

### イメージビデオ
- 初裸 河合こころ（2011年8月11日、REbecca）[1]
- ええじゃないか（2011年9月1日、未満）[1]

### アダルトビデオ
2011年
- 新人!kawaii*専属デビュ→ 18歳着エロアイドルAV解禁だょん♪（10月25日、kawaii*）[1]
- Hをもっと好きになる4回エッチッチ!（11月25日、kawaii*）[1]
- ミラクルHなキャンパスライフ（12月25日、kawaii*）[1]

2012年
- ぜ～んぶ、ごっきゅん。（1月25日、kawaii*）[1]
- kawaii*ソープへいらっしゃいませ♪ エッチで癒されるW美少女2輪車スペシャル!（2月25日、kawaii*）共演:夏目優希[1]
- 絶叫イカセMAX!（3月25日、kawaii*）[1]
- ドリームウーマン86（4月13日、MOODYZ）[1]
- 潮吹き失禁おしおきメイド（5月13日、MOODYZ）[1]
- おしゃぶりアイドル（6月13日、MOODYZ）[1]
- はじめての真性中出し（7月13日、MOODYZ）[1]

### WEB
- Girlz HIGH!
- GRAPHIS
- デジグラ